# Кюнак
Кюна́к (фр. и окс. Cunac) — коммуна во Франции, находится в регионе Юг — Пиренеи. Департамент — Тарн. Входит в состав кантона Сен-Жюэри. Округ коммуны — Альби.
Код INSEE коммуны — 81074.

## География

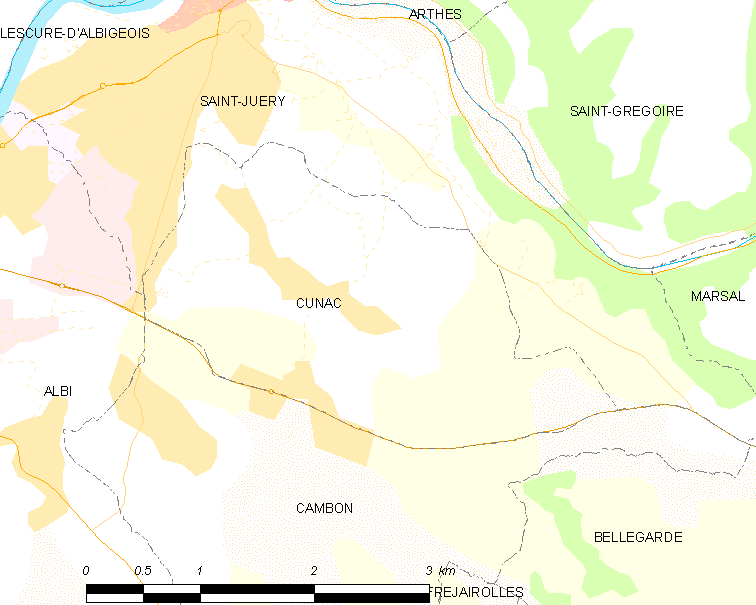
Карта коммуны

Коммуна расположена приблизительно в 550 км к югу от Парижа, в 75 км северо-восточнее Тулузы, в 6 км к востоку от Альби.

## Климат
Климат — умеренно-океанический. Зима мягкая и дождливая, лето жаркое с частыми грозами. Ветры довольно редки.

## Население
Население коммуны на 2010 год составляло 1493 человека.
| 1962 | 1968 | 1975 | 1982 | 1990 | 1999 | 2010 |
| ---- | ---- | ---- | ---- | ---- | ---- | ---- |
| 489  | 586  | 695  | 895  | 994  | 1145 | 1493 |

## Администрация
| Период | Период | Фамилия              | Партия                  | Примечания |
| ------ | ------ | -------------------- | ----------------------- | ---------- |
| 2008   | 2014   | Жан-Клод де Лапануз  | Социалистическая партия |            |
| 2014   | 2020   | Дельфин Десе-Галинье |                         |            |

## Экономика
В 2007 году среди 908 человек в трудоспособном возрасте (15—64 лет) 661 были экономически активными, 247 — неактивными (показатель активности — 72,8 %, в 1999 году было 73,9 %). Из 661 активных работали 634 человека (327 мужчин и 307 женщин), безработных было 27 (11 мужчин и 16 женщин). Среди 247 неактивных 91 человек были учениками или студентами, 106 — пенсионерами, 50 были неактивными по другим причинам.